# Severinia ullrichi
Severinia ullrichi är en bönsyrseart som beskrevs av Ehrman 1996. Severinia ullrichi ingår i släktet Severinia och familjen Mantidae. Inga underarter finns listade i Catalogue of Life.